# Лікарня Санта-Марія-Нуова
Лікарня Санта-Марія-Нуова  (італ. Ospedale di Santa Maria Nuova) — найстаріший лікувальний і благодійний заклад у місті Флоренція.

## Історія
Заможний благодійник Фолько Портінарі заснував лікарню задля спасіння власної душі 1285 року. Натхненицею Фолько Портінарі у благодійній справі була пані Тесса,  надгробок котої зберігся. На згадку про пані Тесса в лікарні створений рельєф-монумент.
Приклад Фолько Портінарі був схвально сприйнятий релігійно налаштованим суспільством. Лікарня отримала підтримку, фінансову і моральну, і від інших благодійників, що надавали гроші чи передавали майно і гроші по заповітам. Лікарня мала два відділки, одне для хворих чоловіків, друге — для жінок.

## Лікарня у 15 ст.
Нове піднесення лікарня мала у 15 ст. 1419 року її відвідав папа римський Мартин V. Візит папи привернув увагу до благодійного закладу і пришвидшив реконструкцію та появу нових прибудов у 1420 році. В лікарні почали працювати місцеві художники, так, над створенням релігійних фресок працював Біччі ді Лоренцо (бл. 1368-1452). На стіні лікарні досі зберігся поліхтомний рельєф «Оплакування Христа» роботи кераміста Джованні делла Роббіа та інший «Мадонна з немовлям та двома янголами», котрий відносять до творів Мікелоццо.
В лікані збережені також рештки фресок, створені художником Ніколо ді П'єтро Джеріні. Частка їх роташована на первісних місцях, частка перенесена у залу папи римського Мартина V. Лікарня мала колись також фреску «Страшний суд», котру створив Фра Бартоломео. Коштовний твір Фра Бартоломео перенесено у Національний музей Сан Марко.

## Подальша історія
Декорування і прибудови не припинялись у 16 та у 17 століттях. Так, лікарня отримала рибудову 1660 року за західнобу боці ділянки. В 19 столітті була створена прибудова для поховань, означена портиком без декору з колонами під трикутним фронтоном.
Площа перед парадним фасадом лікарні була ремонтована у повоєнний період і упорядкована відкрита аркада споруди. Тут створили часнину, котра була ще у проекті Амманаті, не відбудовану колись. 2014 року фасади споруди були ремонтовані і реставровані.
Лікарня не міняла профіль і після прибудов працює на початок 21 ст. як лікувальний заклад.

## Галерея фото

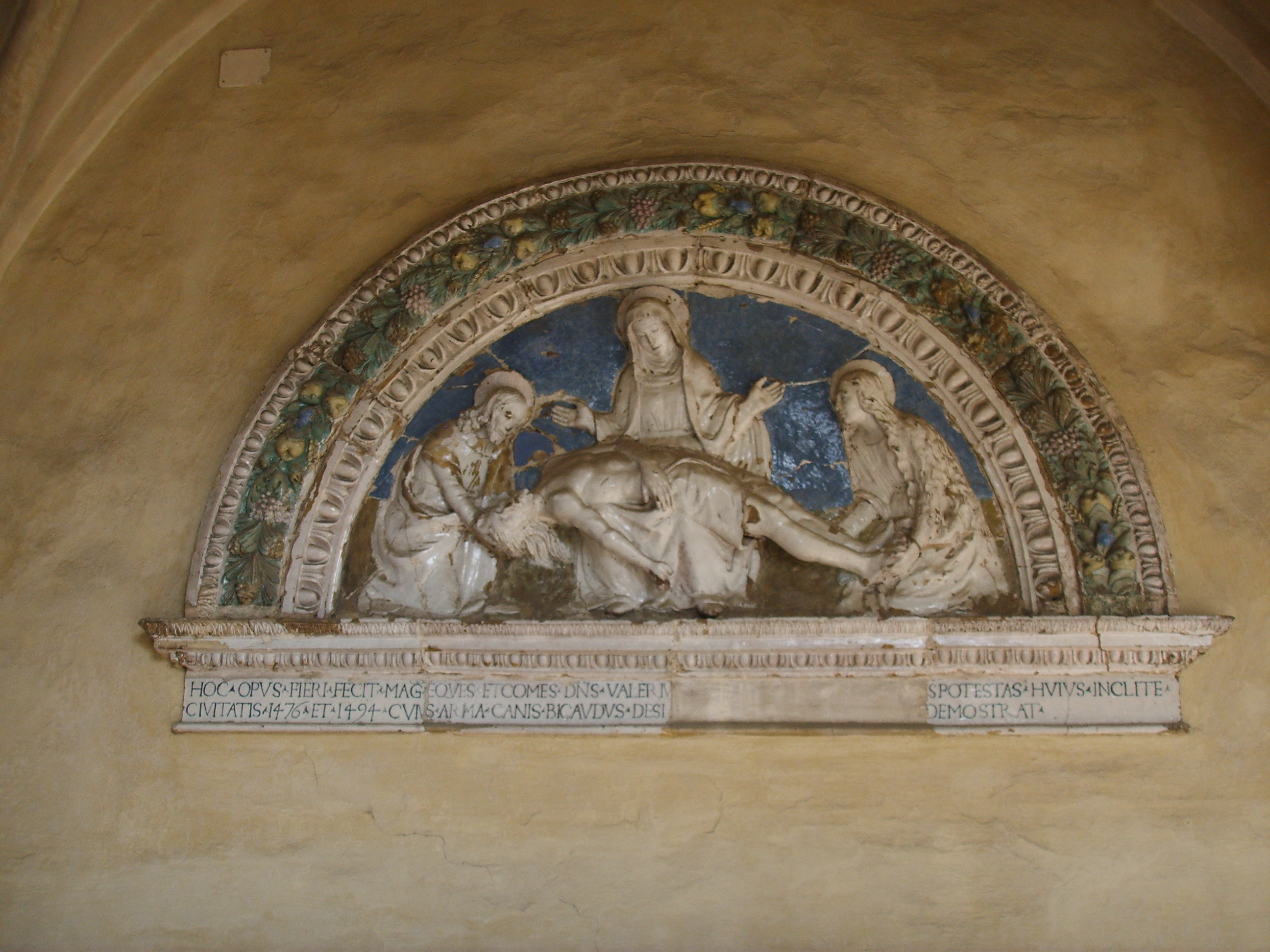
Джованні делла Роббіа, керамічний рельєф «Оплакування Христа»

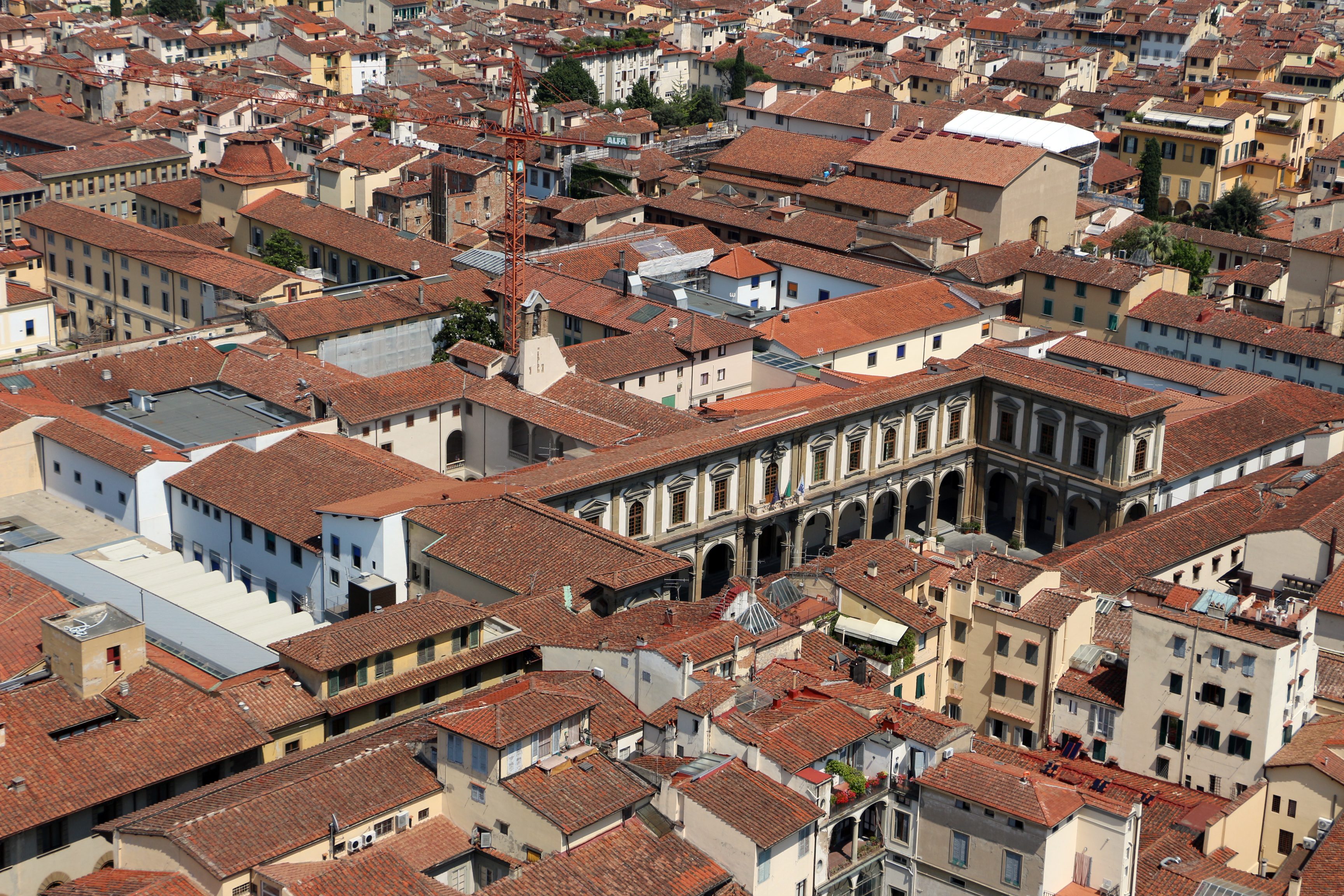
Споруда лікарні у оточенні історичної забудови Флоренції
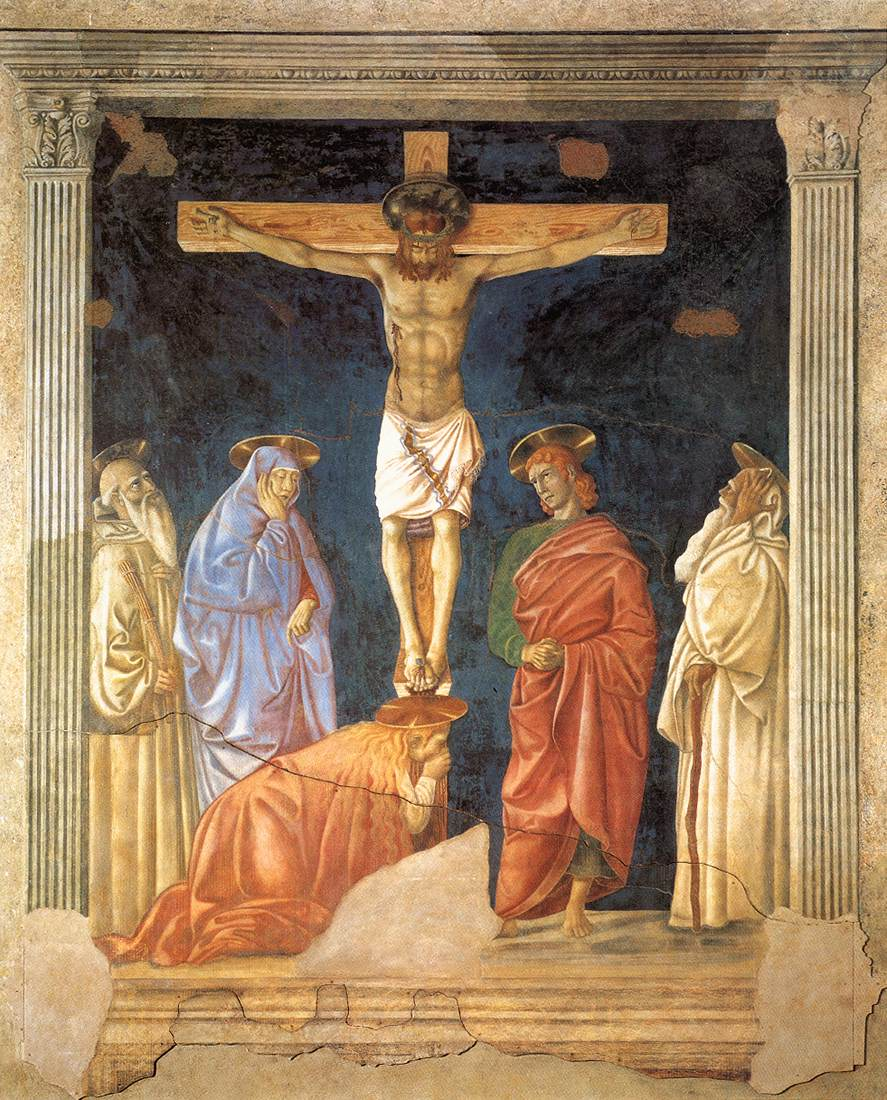
Андреа дель Кастаньйо. Фреска «Розп'яття зі святими»
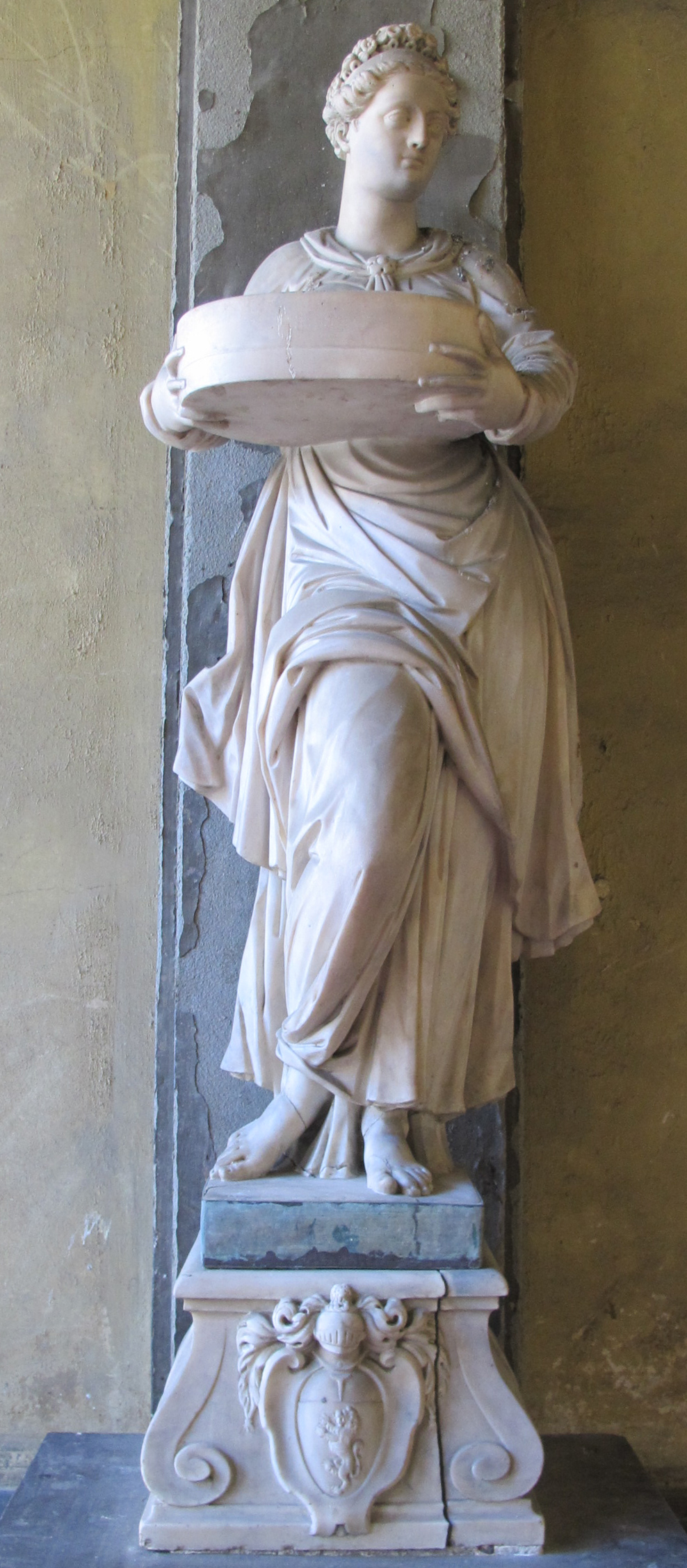
Алегорія чистоти (?)
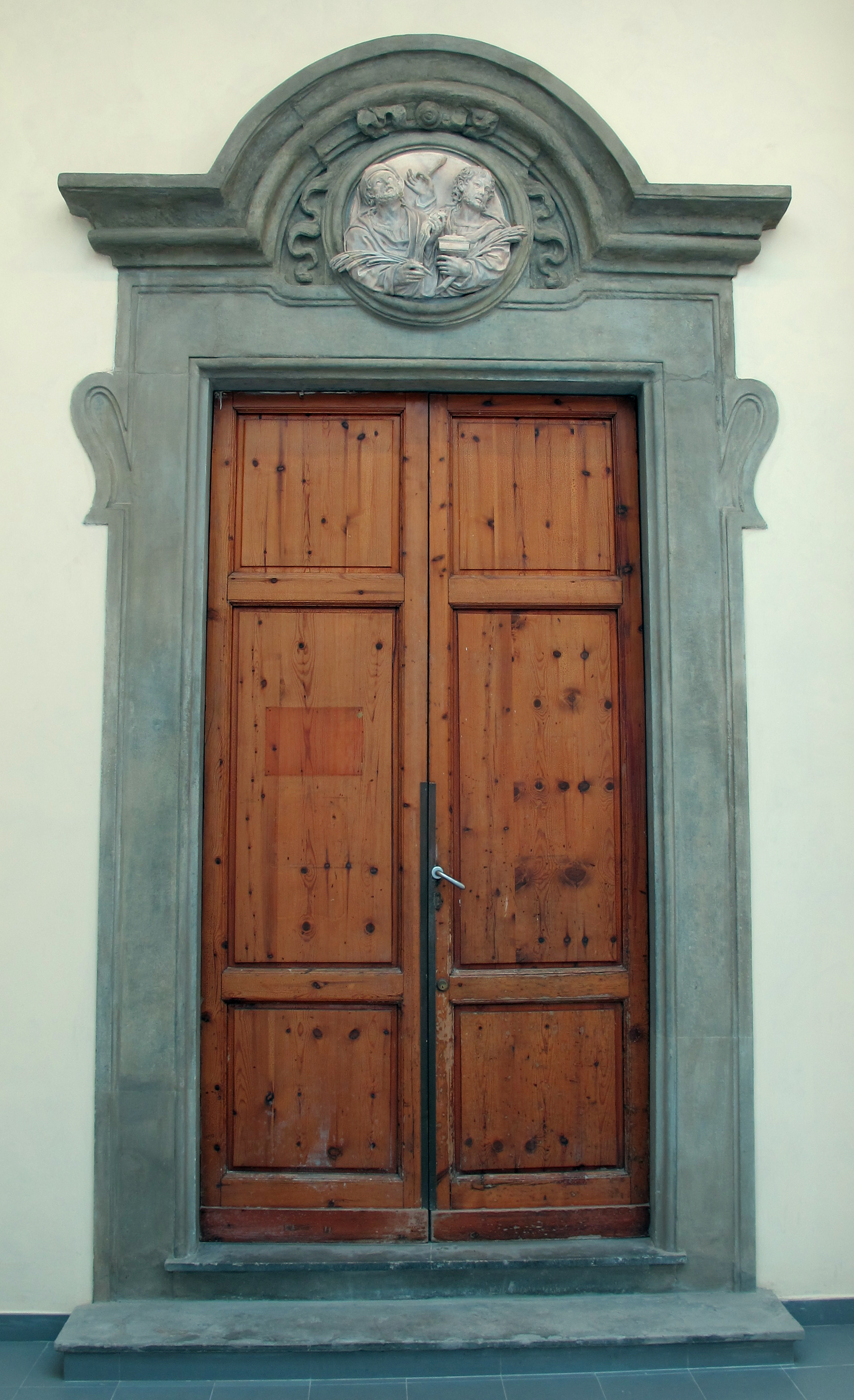
Портал каплиці Буонталенті